# Johann Christoph Adelung
Johann Christoph Adelung, född 8 augusti 1732 i Spantekow i Vorpommern, död 10 september 1806 i Dresden, var en tysk germanist, farbror till Friedrich von Adelung.

## Biografi
Adelung var 1759 till 1761 gymnasielärare i Erfurt och ägnade sig därefter i Leipzig åt det mest olikartade publicistiska och lärda skriftställeri. Han blev 1787 hovråd och överbibliotekarie i Dresden. Han koncentrerade sina kunskaper på det tyska språket, och trots att han mera var samlare och ordnare än forskare, blev han genom ovanlig strävsamhet och metodisk logik en auktoritet på detta område. 
Hans stora lexikon Versuch eines vollständigen grammatisch-kritischen Wörterbuchs der hochdeutschen Mundart (fem band, 1774–1786) uppskattades högt och ansågs normgivande ända till mitten av 1800-talet, liksom hans handböcker i grammatik, stilistik och rättstavning länge behärskade de tyska läroverken.
Adelungs ögonmärke var språkriktigheten, och såsom rättesnöre för denna satte han ensidigt dialekten som talas kring staden Meissen. Han ägde stor förmåga att finna lagar för språkbruket. Ett sammanställande arbete över alla jordens språk, Mithridates oder allgemeine Sprachenkunde, påbörjade Adelung med band I (de asiatiska språken, 1806). Det fullbordades med tre band av Johann Severin Vater.